# 공중정원 (2005년 영화)
공중정원(空中庭園, Hanging Garden)은 일본에서 제작된 도요다 도시아키 감독의 2005년 드라마 영화이다. 코이즈미 쿄코 등이 주연으로 출연하였고 키쿠치 미요시 등이 제작에 참여하였다.

## 출연

### 주연
- 코이즈미 쿄코
- 이타오 이츠지

### 조연
- 치하라 세이지
- 에이타
- 마크
- 이마주쿠 아사미
- 카츠지 료
- 쿠니무라 준
- 나가사쿠 히로미
- 나카자와 세이로쿠
- 오오쿠스 미치요
- 시부카와 키요히코
- 성선임
- 스즈키 안
- 스즈키 신스케
- 야마모토 요시타카

## 제작진
- 원작자: 가쿠다 미쓰요
- 조명: 우에다 나리유키
- 음향: 카키자와 키요시
- 미술: 하라다 미츠오
- 의상: 미야모토 마사에